# Troguéry
Troguéry (tiếng Breton: Trogeri) là một xã của tỉnh Côtes-d’Armor, thuộc vùng Bretagne, tây bắc Pháp.

## Dân số
Người dân ở Troguéry được gọi làTroguérois.